# Pedro Jesús Requejo Novoa
Pedro Jesús Requejo Novoa, né le 24 juin 1964, est un homme politique espagnol membre de Vox.

## Biographie
Lors des élections générales anticipées du 10 novembre 2019, il est élu au Congrès des députés pour la XIVe législature.